# Продавець дощу (фільм, 1982)
«Продавець дощу» (англ. The Rainmaker) — американський телевізійний фільм 1982 року.

## Сюжет
Дія фільму відбувається у 1920-ті роки в охопленому посухою сільському містечку на заході Америки. Неодружена Ліззі Каррі живе разом з батьком і двома братами. Їхня ферма нудиться від руйнівної посухи, коли з'являється шахрай на ім'я Старбак, який обіцяє за 100 доларів викликати дощ.

## У ролях
| Актор           | Роль         |
| --------------- | ------------ |
| Лонні Чепмен    | Ейч Сі Каррі |
| Джеймс Кромвелл | Ной Каррі    |
| Томмі Лі Джонс  | Білл Старбак |
| Вільям Кетт     | Джиммі Каррі |
| Тьюзді Велд     | Ліззі Каррі  |